# Люткино (Татарстан)
Люткино — село в Пестречинском районе Татарстана. Входит в состав Шалинского сельского поселения.

## География
Находится в северо-западной части Татарстана на расстоянии приблизительно 10 км на юг по прямой от районного центра села Пестрецы.

## История
Основано во второй половине XVII века. В начале XX века действовала церковь святителя Гурия и уже была земская школа.

## Население
Постоянных жителей было: в 1859—906, в 1897—1145, в 1908—1306, в 1920—1374, в 1926—1559, в 1949—836, в 1958—866, в 1970—358, в 1979 — 54, в 1989 — 14, в 2002—7 (русские 100 %), 3 в 2010.